# 小行星8862
小行星8862（英語：8862 Takayukiota）是一颗围绕太阳公转的小行星。1991年10月18日，大友哲在藤枝市发现了此天体。
这颗小行星的绝对星等为212.6422817225407等。